# Schiemanswerk
Schiemanswerk omvat alle handelingen en verbindingen die men met touw en staaldraad – en tegenwoordig kunststof uitvoeringen daarvan – voor gebruik aan boord van schepen kan toepassen, zoals:
- het leggen van knopen en steken
- het maken van sjorringen
- het slaan van platting
- het splitsen van touw en staaldraad, zoals een oogsplits
- het smarten
- het zeilnaaien